# Eclipse 500
O Eclipse 500 é um Very Light Jet (VLJ) produzido pela Eclipse Aerospace e o segundo desta categoria a chegar ao mercado, depois do Cessna Citation Mustang.
|  |